# NAC Breda in het seizoen 2007/08
In het seizoen 2007/08 speelde NAC Breda in de Nederlandse eredivisie, het hoogste niveau in het betaalde voetbal. De ploeg eindigde als derde in de reguliere competitie, maar wist in de daaropvolgende play-offs geen wedstrijd te winnen. Daardoor speelt het volgend seizoen in de Intertoto Cup. In de KNVB beker verloor NAC in de halve finale van Feyenoord (2-0). Trainer was Ernie Brandts.

## Samenvatting
Na in het voorgaande seizoen 11e te zijn geëindigd had NAC voor aanvang van het seizoen 2007/08 te maken met het vertrek van een groot aantal spelers en de komst van veel nieuwelingen.

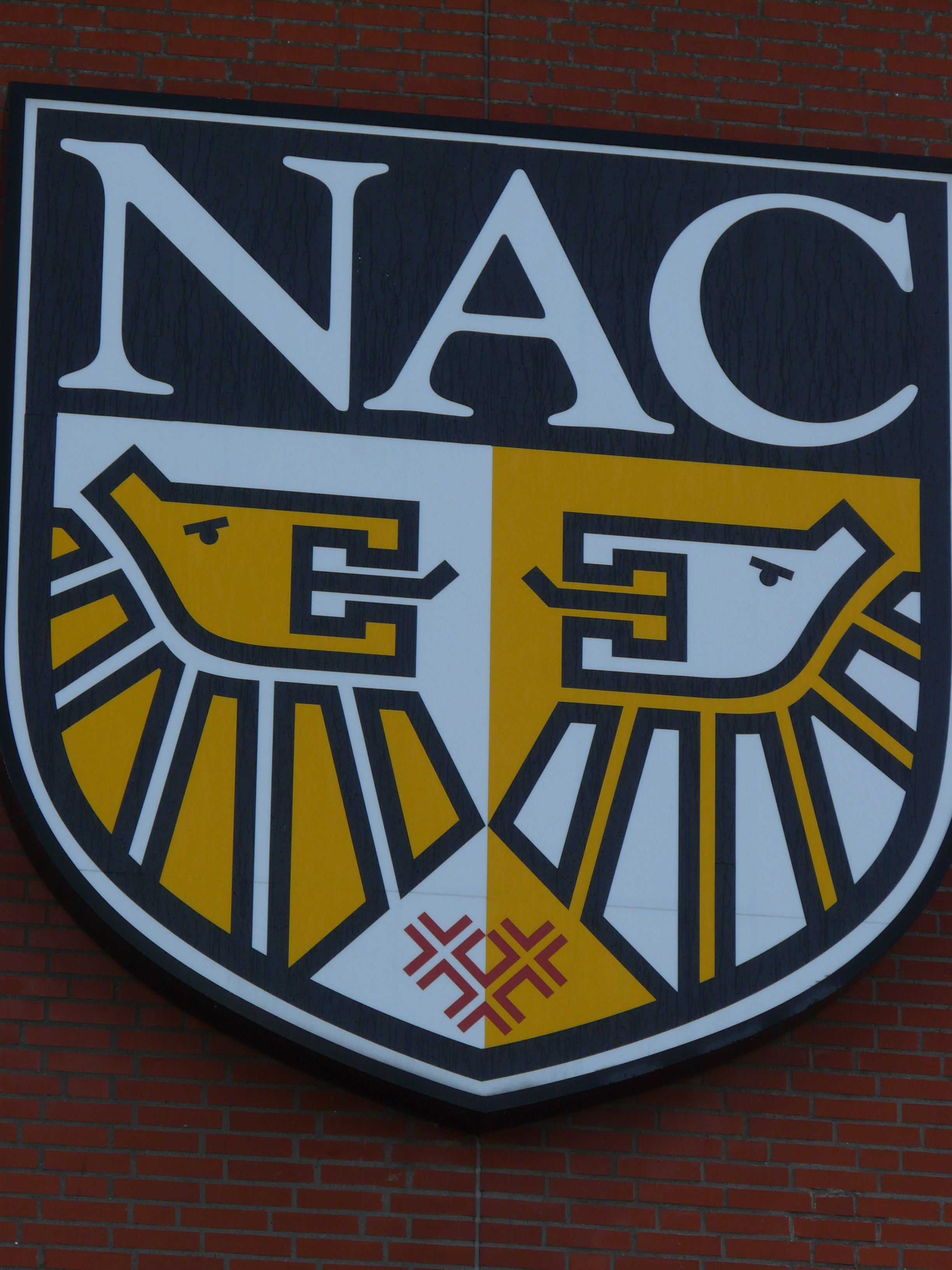
NAC Logo

### Overzicht mutaties selectie

#### Vertrokken spelers voor aanvang seizoen
| speler            | positie     | nieuwe club                | bijzonderheden                               |
| ----------------- | ----------- | -------------------------- | -------------------------------------------- |
| Arno van Zwam     | doel        | gestopt                    | tegenwoordig keeperstrainer bij NAC          |
| Davy Schollen     | doel        | RSC Anderlecht, België     | was vorig seizoen al verhuurd aan Anderlecht |
| Ariën Pietersma   | doel        | RBC Roosendaal             | verhuurd voor een seizoen                    |
| Yvo van Engelen   | verdediging | TOP Oss                    |                                              |
| Wilmer Kousemaker | verdediging | HFC Haarlem                |                                              |
| Jordy van Bremen  | middenveld  | Baronie, amateurs          |                                              |
| Rob Conradi       | middenveld  | Achilles Veen, amateurs    |                                              |
| Danny Mathijssen  | middenveld  | Willem II                  | was vorig seizoen gehuurd van AZ             |
| Tamás Pető        | middenveld  | Újpest FC, Hongarije       |                                              |
| Arne Slot         | middenveld  | Sparta Rotterdam           |                                              |
| Mike Zonneveld    | middenveld  | PSV                        |                                              |
| Anouar Diba       | aanval      | Al-Wakrah, Qatar           |                                              |
| Brian Pinas       | aanval      | FC Dordrecht               |                                              |
| Maceo Rigters     | aanval      | Blackburn Rovers, Engeland |                                              |
| Glen Salmon       | aanval      | PAOK Saloniki, Griekenland |                                              |

#### nieuwe spelers
| naam                | positie     | vorige club                  | bijzonderheden           |
| ------------------- | ----------- | ---------------------------- | ------------------------ |
| Jelle ten Rouwelaar | doel        | Austria Wien                 |                          |
| Johan Jansen        | doel        | SDV Barneveld, amateurs      |                          |
| Ahmed Ammi          | verdediging | VVV-Venlo                    |                          |
| Tyrone Loran        | verdediging | RBC Roosendaal               |                          |
| Tim Gilissen        | middenveld  | Go Ahead Eagles              |                          |
| Donny Gorter        | middenveld  | PSV                          | gehuurd voor een seizoen |
| Rogier Molhoek      | middenveld  | AZ                           | gehuurd voor een seizoen |
| Csaba Fehér         | middenveld  | PSV                          |                          |
| Matthew Amoah       | aanval      | Borussia Dortmund, Duitsland |                          |
| Joonas Kolkka       | aanval      | Feyenoord                    |                          |
| Anthony Lurling     | aanval      | 1.FC Köln, Duitsland         |                          |

#### Vertrokken in januari 2008
| naam        | positie     | nieuwe club | bijzonderheden          |
| ----------- | ----------- | ----------- | ----------------------- |
| Aykut Demir | verdediging | Excelsior   | verhuurd tot medio 2008 |

### Competitie
De start van het seizoen verliep uitermate slechte voor de Bredanaars. Nadat de club eerst in eigen huis met 0-3 onderuit ging tegen FC Groningen werd vervolgens met 5-0 verloren van Feyenoord.
Vlak voor het sluiten van de transfermarkt versterkte de club zich nog met Csaba Fehér van PSV en werd Rogier Molhoek gehuurd van AZ. De wedstrijd hierop, thuis tegen Heracles Almelo, werd gewonnen met 4-1. Nieuweling Csaba Fehér maakte de tweede NAC-treffer. Deze overwinning bleek het begin van een reeks van zes ongeslagen wedstrijden. NAC pakte hierin veertien punten en stond na acht speelrondes op een gedeelde vierde plaats.
Aan deze reeks kwam een einde in de thuiswedstrijd tegen AZ (2-3). Anthony Lurling trof in dit duel tweemaal doel namens NAC. Een week later werd de uitwedstrijd bij FC Utrecht met 0-1 gewonnen (doelpunt van Matthew Amoah) en steeg NAC naar de 7e plaats. Door een week later met 1-1 gelijk te spelen bij FC Twente en vervolgens in eigen huis de stand tegen Roda JC op 0-0 te houden bleef deze positie gehandhaafd.
Op 2 december 2007 boekte NAC een verrassende 1-3-overwinning bij Ajax. Dankzij doelpunten van Matthew Amoah, Ahmed Ammi en een eigen doelpunt van Jan Vertonghen werd de koploper van dat moment in de Amsterdam ArenA verslagen. Deze zege betekende dat NAC zich wist te handhaven in de subtop van de Eredivisie.
Na de zege op Ajax wist NAC op bezoek bij Excelsior nog met 3-0 te winnen, maar hierop volgde een grote nederlaag in eigen huis: SC Heerenveen wist op 15 december 2007 met 5-1 te winnen in Breda. Een week later werd de wedstrijd Sparta-NAC afgelast. De grasmat van stadion Het Kasteel was niet bespeelbaar. Vervolgens verloor NAC op 27 december 2007 in eigen huis van Vitesse (1-2). Het jaar 2007 sloot NAC af met een 2-0 nederlaag bij PSV. Op de ranglijst zakte de club daardoor naar de 10e plaats.
Na de korte winterstop slaagde NAC erin acht wedstrijden op rij ongeslagen te blijven. Doordat de ploeg onder meer zeven wedstrijden op rij winnend afsloot vestigde het een nieuwe clubrecord. Sinds de oprichting van het betaalde voetbal wist NAC nooit zo vaak op rij te winnen. Na op 12 januari 2008 0-0 te spelen tegen VVV-Venlo won NAC achtereenvolgens van Willem II (1-0), AZ (1-2), Roda JC (0-2), FC Twente (1-0), Sparta Rotterdam (0-1), FC Utrecht (1-0) en De Graafschap (0-1).
Op 24 februari 2008 maakte Ajax een einde aan de reeks van NAC. In Breda wonnen de Amsterdammers met 2-3. Voor NAC troffen Matthew Amoah en Rob Penders doel. Na deze nederlaag stond NAC op de vijfde plaats met evenveel punten als FC Groningen, de nummer vier. Beiden ploegen hadden op dat moment 47 punten in 26 wedstrijden behaald.

### KNVB beker
In de tweede ronde van de KNVB beker nam NAC het op tegen het tweede elftal van Stormvogels Telstar. Na een moeizame wedstrijd wonnen de Bredanaars met 1-2. De doelpunten van NAC werden gemaakt door Gertjan Tamerus en invaller Fouad Idabdelhay.
In de derde ronde lootte NAC een uitwedstrijd tegen Sparta Rotterdam. In Rotterdam won NAC met 3-2 door doelpunten van Ronnie Stam, Sander van Gessel en Anthony Lurling. Door deze zege plaatste de club zich voor de achtste finales.
In de achtste finale trof NAC op 16 januari 2008 Ajax. NAC won dit duel met 4-2 door doelpunten van Kurt Elshot, Ahmed Ammi, Patrick Zwaanswijk en Anthony Lurling.
In de kwartfinale trof NAC de amateurs van Quick Boys uit Katwijk. Deze club was op dat moment de koploper in de Zaterdag Hoofdklasse A. NAC won dit duel met 0-3 door treffers van Matthew Amoah, Rob Penders en Anthony Lurling. Door deze overwinning plaatste NAC zich voor het tweede seizoen op rij voor de halve finale van de KNVB beker.

## Statistieken

### Spelersstatistieken
- Competitiewedstrijden bijgewerkt tot en met NAC-NEC (1-3), 20 april 2008
- Bekerwedstrijden bijgewerkt tot en met Feyenoord-NAC (2-0), 18 februari 2008
- Wedstrijden in play-offs bijgewerkt tot en met...

| Spelersnaam            | Eredivisie      | Eredivisie      | Eredivisie      | Eredivisie      | Eredivisie      | Eredivisie      | Eredivisie      | Eredivisie | Eredivisie |  | KNVB beker | KNVB beker | KNVB beker | KNVB beker | KNVB beker | KNVB beker | KNVB beker |  | Play-offs Europees voetbal | Play-offs Europees voetbal | Play-offs Europees voetbal | Play-offs Europees voetbal | Play-offs Europees voetbal | Play-offs Europees voetbal | Play-offs Europees voetbal | Play-offs Europees voetbal | Play-offs Europees voetbal |
| Spelersnaam            | W               |                 |                 |                 | As.             |                 |                 |            | Min.       |  | W          |            |            |            | As.        |            | Min.       |  | W                          |                            |                            |                            | As.                        |                            |                            |                            | Min.                       |
| Doelverdediging        | Doelverdediging | Doelverdediging | Doelverdediging | Doelverdediging | Doelverdediging | Doelverdediging | Doelverdediging |            |            |  |            |            |            |            |            |            |            |  |                            |                            |                            |                            |                            |                            |                            |                            |                            |
| ---------------------- | --------------- | --------------- | --------------- | --------------- | --------------- | --------------- | --------------- | ---------- | ---------- |  | ---------- | ---------- | ---------- | ---------- | ---------- | ---------- | ---------- |  | -------------------------- | -------------------------- | -------------------------- | -------------------------- | -------------------------- | -------------------------- | -------------------------- | -------------------------- | -------------------------- |
| Johan Jansen           | 1               | 0               | 0               | 0               | 0               | 0               | 0               | 0          | 90         |  | 0          | 0          | 0          | 0          | 0          | 0          | 0          |  | 0                          | 0                          | 0                          | 0                          | 0                          | 0                          | 0                          | 0                          | 0                          |
| Jelle ten Rouwelaar    | 32              | 0               | 0               | 0               | 0               | 0               | 0               | 0          | 2880       |  | 5          | 0          | 0          | 0          | 0          | 0          | 450        |  | 0                          | 0                          | 0                          | 0                          | 0                          | 0                          | 0                          | 0                          | 0                          |
| Bas van Wegen          | 0               | 0               | 0               | 0               | 0               | 0               | 0               | 0          | 0          |  | 0          | 0          | 0          | 0          | 0          | 0          | 0          |  | 0                          | 0                          | 0                          | 0                          | 0                          | 0                          | 0                          | 0                          | 0                          |
| Edwin Zoetebier        | 1               | 0               | 0               | 0               | 0               | 0               | 0               | 0          | 90         |  | 0          | 0          | 0          | 0          | 0          | 0          | 0          |  | 0                          | 0                          | 0                          | 0                          | 0                          | 0                          | 0                          | 0                          | 0                          |
| Verdediging            |                 |                 |                 |                 |                 |                 |                 |            |            |  |            |            |            |            |            |            |            |  |                            |                            |                            |                            |                            |                            |                            |                            |                            |
| Ahmed Ammi             | 24              | 8               | 9               | 2               | 2               | 3               | 0               | 0          | 1337       |  | 5          | 4          | 1          | 1          | 0          | 0          | 172        |  | 0                          | 0                          | 0                          | 0                          | 0                          | 0                          | 0                          | 0                          | 0                          |
| Aykut Demir            | 0               | 0               | 0               | 0               | 0               | 0               | 0               | 0          | 0          |  | 0          | 0          | 0          | 0          | 0          | 0          | 0          |  | 0                          | 0                          | 0                          | 0                          | 0                          | 0                          | 0                          | 0                          | 0                          |
| Kurt Elshot            | 31              | 0               | 0               | 2               | 1               | 4               | 0               | 0          | 2790       |  | 5          | 0          | 0          | 1          | 1          | 0          | 450        |  | 0                          | 0                          | 0                          | 0                          | 0                          | 0                          | 0                          | 0                          | 0                          |
| Sander Fischer         | 1               | 1               | 0               | 0               | 0               | 0               | 0               | 0          | 76         |  | 0          | 0          | 0          | 0          | 0          | 0          | 0          |  | 0                          | 0                          | 0                          | 0                          | 0                          | 0                          | 0                          | 0                          | 0                          |
| Tyrone Loran           | 14              | 4               | 0               | 0               | 0               | 2               | 0               | 0          | 1018       |  | 2          | 1          | 1          | 0          | 0          | 0          | 105        |  | 0                          | 0                          | 0                          | 0                          | 0                          | 0                          | 0                          | 0                          | 0                          |
| Patrick Mtiliga        | 29              | 0               | 1               | 0               | 0               | 5               | 0               | 1          | 2615       |  | 3          | 0          | 0          | 0          | 0          | 1          | 270        |  | 0                          | 0                          | 0                          | 0                          | 0                          | 0                          | 0                          | 0                          | 0                          |
| Rob Penders            | 27              | 0               | 3               | 2               | 1               | 5               | 0               | 0          | 2362       |  | 4          | 0          | 1          | 1          | 0          | 0          | 328        |  | 0                          | 0                          | 0                          | 0                          | 0                          | 0                          | 0                          | 0                          | 0                          |
| Patrick Zwaanswijk     | 30              | 0               | 2               | 3               | 2               | 3               | 0               | 0          | 2590       |  | 4          | 0          | 0          | 1          | 0          | 1          | 360        |  | 0                          | 0                          | 0                          | 0                          | 0                          | 0                          | 0                          | 0                          | 0                          |
| Middenveld             |                 |                 |                 |                 |                 |                 |                 |            |            |  |            |            |            |            |            |            |            |  |                            |                            |                            |                            |                            |                            |                            |                            |                            |
| Ali Benomar            | 0               | 0               | 0               | 0               | 0               | 0               | 0               | 0          | 0          |  | 0          | 0          | 0          | 0          | 0          | 0          | 0          |  | 0                          | 0                          | 0                          | 0                          | 0                          | 0                          | 0                          | 0                          | 0                          |
| Benjamin van den Broek | 0               | 0               | 0               | 0               | 0               | 0               | 0               | 0          | 0          |  | 0          | 0          | 0          | 0          | 0          | 0          | 0          |  | 0                          | 0                          | 0                          | 0                          | 0                          | 0                          | 0                          | 0                          | 0                          |
| Sander van Gessel      | 15              | 12              | 1               | 0               | 0               | 0               | 0               | 0          | 398        |  | 2          | 0          | 0          | 1          | 0          | 0          | 180        |  | 0                          | 0                          | 0                          | 0                          | 0                          | 0                          | 0                          | 0                          | 0                          |
| Tim Gilissen           | 21              | 11              | 3               | 0               | 2               | 3               | 0               | 0          | 1060       |  | 3          | 2          | 1          | 0          | 0          | 0          | 145        |  | 0                          | 0                          | 0                          | 0                          | 0                          | 0                          | 0                          | 0                          | 0                          |
| Donny Gorter           | 1               | 0               | 1               | 0               | 0               | 0               | 0               | 0          | 60         |  | 0          | 0          | 0          | 0          | 0          | 0          | 0          |  | 0                          | 0                          | 0                          | 0                          | 0                          | 0                          | 0                          | 0                          | 0                          |
| Edwin de Graaf         | 12              | 1               | 2               | 4               | 1               | 1               | 0               | 0          | 971        |  | 1          | 0          | 1          | 0          | 0          | 0          | 60         |  | 0                          | 0                          | 0                          | 0                          | 0                          | 0                          | 0                          | 0                          | 0                          |
| Csaba Fehér            | 30              | 3               | 9               | 2               | 4               | 6               | 0               | 0          | 2320       |  | 3          | 0          | 0          | 0          | 1          | 2          | 270        |  | 0                          | 0                          | 0                          | 0                          | 0                          | 0                          | 0                          | 0                          | 0                          |
| Rogier Molhoek         | 26              | 1               | 9               | 3               | 0               | 5               | 1               | 0          | 2001       |  | 3          | 0          | 2          | 0          | 0          | 0          | 197        |  | 0                          | 0                          | 0                          | 0                          | 0                          | 0                          | 0                          | 0                          | 0                          |
| Ronnie Stam            | 29              | 3               | 5               | 0               | 1               | 0               | 1               | 0          | 2391       |  | 5          | 0          | 0          | 1          | 0          | 0          | 450        |  | 0                          | 0                          | 0                          | 0                          | 0                          | 0                          | 0                          | 0                          | 0                          |
| Aanval                 |                 |                 |                 |                 |                 |                 |                 |            |            |  |            |            |            |            |            |            |            |  |                            |                            |                            |                            |                            |                            |                            |                            |                            |
| Matthew Amoah          | 25              | 4               | 3               | 11              | 2               | 0               | 0               | 0          | 1967       |  | 4          | 1          | 1          | 1          | 0          | 0          | 297        |  | 0                          | 0                          | 0                          | 0                          | 0                          | 0                          | 0                          | 0                          | 0                          |
| Andro Franca           | 0               | 0               | 0               | 0               | 0               | 0               | 0               | 0          | 0          |  | 0          | 0          | 0          | 0          | 0          | 0          | 0          |  | 0                          | 0                          | 0                          | 0                          | 0                          | 0                          | 0                          | 0                          | 0                          |
| Fouad Idabdelhay       | 17              | 12              | 5               | 6               | 0               | 0               | 0               | 0          | 656        |  | 3          | 1          | 1          | 1          | 0          | 0          | 160        |  | 0                          | 0                          | 0                          | 0                          | 0                          | 0                          | 0                          | 0                          | 0                          |
| Joonas Kolkka          | 31              | 2               | 17              | 2               | 6               | 3               | 0               | 0          | 2310       |  | 5          | 0          | 3          | 0          | 0          | 0          | 373        |  | 0                          | 0                          | 0                          | 0                          | 0                          | 0                          | 0                          | 0                          | 0                          |
| Michiel Kramer         | 0               | 0               | 0               | 0               | 0               | 0               | 0               | 0          | 0          |  | 0          | 0          | 0          | 0          | 0          | 0          | 0          |  | 0                          | 0                          | 0                          | 0                          | 0                          | 0                          | 0                          | 0                          | 0                          |
| Anthony Lurling        | 29              | 0               | 13              | 5               | 5               | 3               | 0               | 0          | 2419       |  | 5          | 0          | 0          | 3          | 2          | 1          | 450        |  | 0                          | 0                          | 0                          | 0                          | 0                          | 0                          | 0                          | 0                          | 0                          |
| Victor Sikora          | 21              | 11              | 8               | 2               | 0               | 4               | 0               | 0          | 966        |  | 1          | 1          | 0          | 0          | 0          | 0          | 15         |  | 0                          | 0                          | 0                          | 0                          | 0                          | 0                          | 0                          | 0                          | 0                          |
| Gertjan Tamerus        | 10              | 9               | 1               | 1               | 0               | 1               | 0               | 0          | 203        |  | 1          | 0          | 0          | 1          | 0          | 0          | 90         |  | 0                          | 0                          | 0                          | 0                          | 0                          | 0                          | 0                          | 0                          | 0                          |
| Rogier Veenstra        | 5               | 5               | 0               | 0               | 0               | 0               | 0               | 0          | 67         |  | 2          | 2          | 0          | 0          | 0          | 0          | 50         |  | 0                          | 0                          | 0                          | 0                          | 0                          | 0                          | 0                          | 0                          | 0                          |
| Totaal                 | 34              | -               | -               | 44              | 26              | 48              | 2               | 1          | 3060       |  | 5          | -          | -          | 12         | 5          | 4          | 450        |  | -                          | -                          | -                          | -                          | -                          | -                          | -                          | -                          | -                          |
| Spelersnaam            | W               |                 |                 |                 | As.             |                 |                 |            | Min.       |  | W          |            |            |            | As.        |            | Min.       |  | W                          |                            |                            |                            | As.                        |                            |                            |                            | Min.                       |

### Competitiewedstrijden
| datum             |                  | uitslag |                  | doelpunt(en) NAC                                              | punten | ranglijst |
| ----------------- | ---------------- | ------- | ---------------- | ------------------------------------------------------------- | ------ | --------- |
| 18 augustus 2007  | NAC Breda        | 0-3     | FC Groningen     | geen                                                          | 0      | 15e       |
| 26 augustus 2007  | Feyenoord        | 5-0     | NAC Breda        | geen                                                          | 0      | 18e       |
| 1 september 2007  | NAC Breda        | 4-1     | Heracles Almelo  | Joonas Kolkka, Csaba Fehér, Matthew Amoah (2)                 | 3      | 11e       |
| 16 september 2007 | N.E.C.           | 0-1     | NAC Breda        | Edwin de Graaf                                                | 6      | 9e        |
| 21 september 2007 | VVV-Venlo        | 1-3     | NAC Breda        | Anthony Lurling, Patrick Zwaanswijk, Edwin de Graaf           | 9      | 7e        |
| 29 september 2007 | NAC Breda        | 1-1     | PSV              | Matthew Amoah                                                 | 10     | 8e        |
| 6 oktober 2007    | NAC Breda        | 1-0     | De Graafschap    | Victor Sikora                                                 | 13     | 4e        |
| 21 oktober 2007   | Willem II        | 0-0     | NAC Breda        | geen                                                          | 14     | 6e        |
| 28 oktober 2007   | NAC Breda        | 2-3     | AZ               | Anthony Lurling (2)                                           | 14     | 10e       |
| 4 november 2007   | FC Utrecht       | 0-1     | NAC Breda        | Matthew Amoah                                                 | 17     | 7e        |
| 10 november 2007  | FC Twente        | 1-1     | NAC Breda        | Matthew Amoah                                                 | 18     | 7e        |
| 23 november 2007  | NAC Breda        | 0-0     | Roda JC          | geen                                                          | 19     | 7e        |
| 2 december 2007   | Ajax             | 1-3     | NAC Breda        | Matthew Amoah, Ahmed Ammi, (e.d. Jan Vertonghen)              | 22     | 7e        |
| 8 december 2007   | Excelsior        | 0-3     | NAC Breda        | Patrick Zwaanswijk, Matthew Amoah, Kurt Elshot                | 25     | 6e        |
| 15 december 2007  | NAC Breda        | 1-5     | sc Heerenveen    | Gertjan Tamerus                                               | 25     | 7e        |
| 22 december 2007  | Sparta Rotterdam | afg.    | NAC Breda        | n.v.t.                                                        | 25     | 8e        |
| 27 december 2007  | NAC Breda        | 1-2     | Vitesse          | Edwin de Graaf                                                | 25     | 9e        |
| 30 december 2007  | PSV              | 2-0     | NAC Breda        | geen                                                          | 25     | 10e       |
| 12 januari 2008   | NAC Breda        | 0-0     | VVV-Venlo        | geen                                                          | 26     | 10e       |
| 19 januari 2008   | NAC Breda        | 1-0     | Willem II        | e.d. Thomas Bælum                                             | 29     | 10e       |
| 22 januari 2008   | AZ               | 1-2     | NAC Breda        | Fouad Idabdelhay (2)                                          | 32     | 8e        |
| 26 januari 2008   | Roda JC          | 0-2     | NAC Breda        | Victor Sikora, Fouad Idabdelhay                               | 35     | 7e        |
| 1 februari 2008   | NAC Breda        | 1-0     | FC Twente        | Patrick Zwaanswijk                                            | 38     | 6e        |
| 6 februari 2008   | Sparta Rotterdam | 0-1     | NAC Breda        | Fouad Idabdelhay                                              | 41     | 6e        |
| 9 februari 2008   | NAC Breda        | 1-0     | FC Utrecht       | Rob Penders                                                   | 44     | 5e        |
| 15 februari 2008  | De Graafschap    | 0-1     | NAC Breda        | Rogier Molhoek                                                | 47     | 4e        |
| 24 februari 2008  | NAC Breda        | 2-3     | Ajax             | Matthew Amoah, Rob Penders                                    | 47     | 5e        |
| 1 maart 2008      | NAC Breda        | 3-0     | Sparta Rotterdam | Csaba Fehér, Anthony Lurling (2)                              | 50     | 3e        |
| 8 maart 2008      | sc Heerenveen    | 3-0     | NAC Breda        | geen                                                          | 50     | 4e        |
| 15 maart 2008     | NAC Breda        | 2-0     | Excelsior        | Fouad Idabdelhay, Joonas Kolkka                               | 53     | 4e        |
| 21 maart 2008     | Vitesse          | 3-3     | NAC Breda        | Fouad Idabdelhay, Rogier Molhoek, (e.d. Remco van der Schaaf) | 54     | 5e        |
| 30 maart 2008     | NAC Breda        | 3-1     | Feyenoord        | Kurt Elshot, Rogier Molhoek, Matthew Amoah                    | 57     | 3e        |
| 6 april 2008      | FC Groningen     | 1-2     | NAC Breda        | Ahmed Ammi, Matthew Amoah                                     | 60     | 3e        |
| 14 april 2008     | Heracles Almelo  | 0-1     | NAC Breda        | Edwin de Graaf                                                | 63     | 3e        |
| 20 april 2008     | NAC Breda        | 1-3     | N.E.C.           | Matthew Amoah                                                 | 63     | 3e        |

### Play-offs Europees voetbal

#### Play-offs voorronde Champions League
| datum         | fase         |           | uitslag |           | doelpunt(en) NAC |
| ------------- | ------------ | --------- | ------- | --------- | ---------------- |
| 29 april 2008 | eerste ronde | FC Twente | 3-0     | NAC Breda | geen             |
| 3 mei 2008    | eerste ronde | NAC Breda | 1-5     | FC Twente | Feher            |

#### Play-offs UEFA Cup
| datum       | fase |               | uitslag |               | doelpunt(en) NAC                  |
| ----------- | ---- | ------------- | ------- | ------------- | --------------------------------- |
| 8 mei 2008  |      | sc Heerenveen | 2-0     | NAC Breda     | geen                              |
| 12 mei 2008 |      | NAC Breda     | 2-2     | sc Heerenveen | Fouad Idabdelhay, Rogier Veenstra |
| 15 mei 2008 |      | N.E.C.        | 6-0     | NAC Breda     | geen                              |
| 18 mei 2008 |      | NAC Breda     | 0-1     | N.E.C.        | geen                              |

NAC Breda naar Intertoto Cup.

### Wedstrijden KNVB beker
| datum             | fase           |                          | uitslag |           | doelpunt(en) NAC                                             |
| ----------------- | -------------- | ------------------------ | ------- | --------- | ------------------------------------------------------------ |
| 26 september 2007 | tweede ronde   | Jong Stormvogels Telstar | 1-2     | NAC Breda | Gertjan Tamerus, Fouad Idabdelhay                            |
| 31 oktober 2007   | derde ronde    | Sparta Rotterdam         | 2-3     | NAC Breda | Ronnie Stam, Sander van Gessel, Anthony Lurling              |
| 16 januari 2008   | achtste finale | NAC Breda                | 4-2     | Ajax      | Kurt Elshot, Ahmed Ammi, Patrick Zwaanswijk, Anthony Lurling |
| 27 februari 2008  | kwartfinale    | Quick Boys               | 0-3     | NAC Breda | Matthew Amoah, Rob Penders, Anthony Lurling                  |
| 18 maart 2008     | halve finale   | Feyenoord                | 2-0     | NAC Breda | geen                                                         |

Ajax ·
AZ ·
Excelsior ·
Feyenoord ·
De Graafschap ·
FC Groningen ·
sc Heerenveen ·
Heracles Almelo ·
NAC Breda ·
N.E.C. ·
PSV ·
Roda JC ·
Sparta Rotterdam ·
FC Twente ·
FC Utrecht ·
VVV-Venlo ·
Vitesse ·
Willem II